# Geaya centralis
Geaya centralis is een hooiwagen uit de familie Sclerosomatidae.